# Isidorus Keppler
Isidorus Keppler (* 13. November 1715 in Dingelstädt; † 22. August 1792 in Erfurt) war ein deutscher römisch-katholischer Theologieprofessor.
Seine Eltern Johann Thomas Keppler und Martha Elisabeth Opffermann gewährten ihm ersten Unterricht in Heiligenstadt. Seine Jugend verbrachte er in einem Kloster in Erfurt. Danach lebte er in Lauingen und dann in Neuburg. Anschließend wurde er Präsident der rheinisch-schwäbischen Provinz des Augustinerordens. Mit seinen Kenntnissen als Prediger lehrte er bereits 1746 an der Universität Konstanz Theologie. 1749 wurde ihm in Erfurt der Doktorgrad verliehen. 1781 wurde er Professor für Theologie an der Universität Erfurt. Beisitzer war er an der Universität Fulda.